# إدوارد جاي كاي
إدوارد جاي كاي (بالإنجليزية: Edward J. Kay)‏ هو مؤلف موسيقى تصويرية وملحن أمريكي، ولد في 27 نوفمبر 1898 في نيويورك في الولايات المتحدة، وتوفي في 22 ديسمبر 1973 في مقاطعة لوس أنجلوس في الولايات المتحدة.

## وصلات خارجية
- إدوارد جاي كاي على موقع IMDb (الإنجليزية)
- إدوارد جاي كاي على موقع قاعدة بيانات الفيلم (الإنجليزية)